# Pâtisserie chinoise

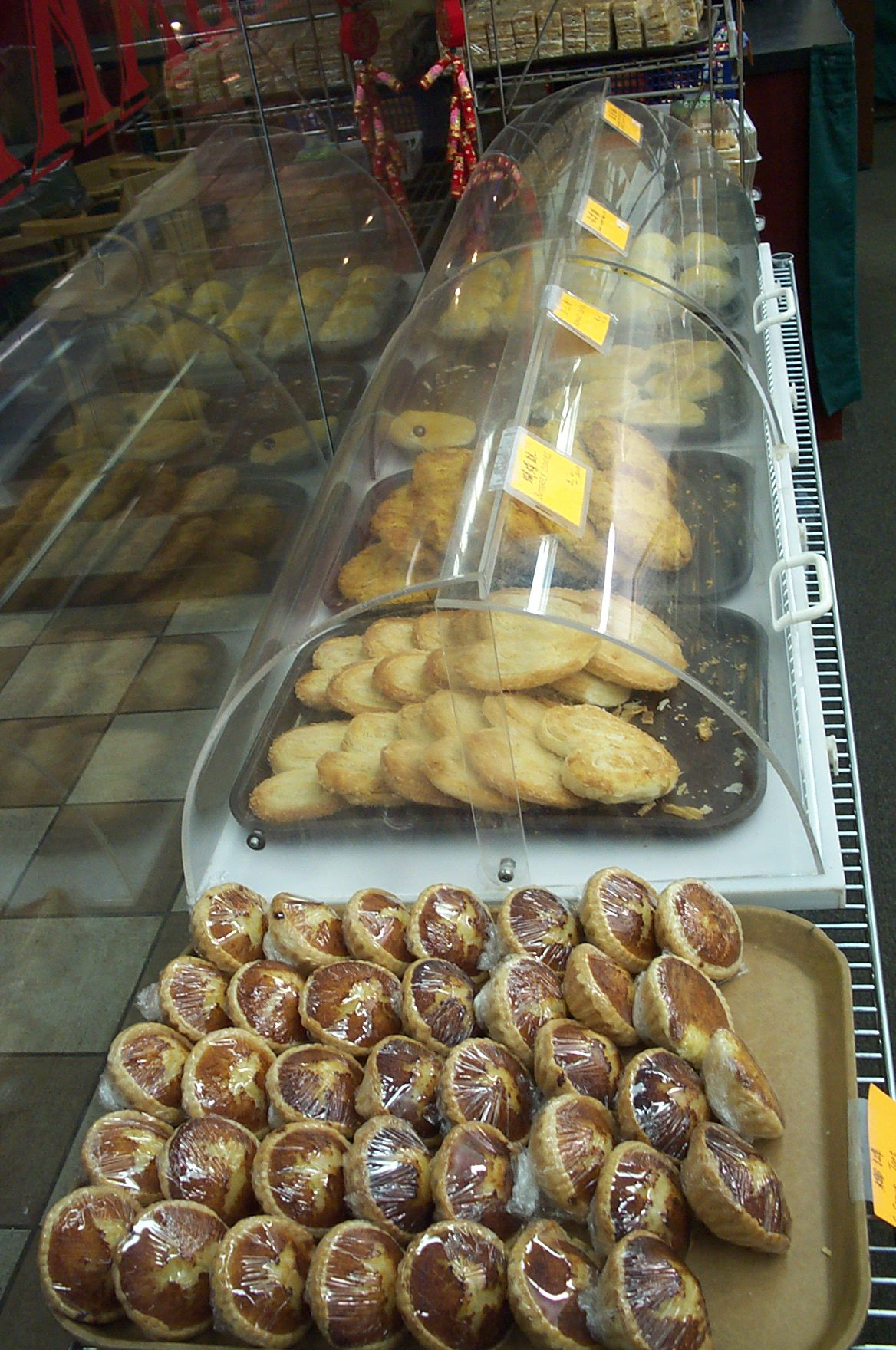
Comptoir d'une pâtisserie chinoise

Les pâtisseries chinoises sont répandues dans les grandes villes de Chine comme Hong Kong, Guangzhou, Shanghai et au travers le monde, dans les Chinatown. On y trouve des pâtisseries ainsi que des breuvages tels du thé et du café.

## Pâtisseries
- Barbe de dragon, poudre blanche avec noix concassées à l'intérieur - fond dans la bouche.
- Les baozi peuvent aussi être garni avec de la purée de taro ou de la crème de coco
- Cha siu bao[1]
- Jian dui, riz gluant frit entouré de graines de sésame et avec différents remplissages (lotus, fèves, etc.)[2]
- Pain ananas
- Gâteau de lune
- Gâteau de riz
- Lucha fobing, gâteau constitué de pâte de taro imbibé de thé vert, et de graines de sésame.
- La dua, gâteau plat au riz collant
- Lo po pang, galette plate au melon d'hiver
- Perle de coco
- tangyuan (汤圆, « rond en soupe »)
- Tarte aux œufs (pastel de nata)
- yuanxiao (元宵)
- Bái táng gāo
- le laobing (朥烙) est un gâteau en pâte feuilleté farci de soja, de haricots rouges, de courge ou de graines de lotus.

## Breuvages
- Thé ;
- Thé aux perles ; thé au lait avec des « perles » de tapioca ;
- Thé au lait de Hong Kong ;
- Café